# Gina Magnolia Riaño Barón
Gina Magnolia Riaño Barón (Arcabuco, siglo XX) es una abogada y política colombiana.
Actualmente es Secretaria General de la Organización Iberoamericana de Seguridad Social (OISS).

## Biografía
Es abogada y especialista en Seguridad Social de la Universidad Externado de Colombia, máster universitario en Dirección y Gestión de los Sistemas de Seguridad Social y en Dirección y Gestión de Bienestar y Servicios Sociales de la Universidad de Alcalá y de la Organización Iberoamericana de Seguridad Socia (OISS). Especialista en Derecho Administrativo de la Universidad del Rosario. Realizó estudios de Cooperativismo en Tel Aviv (Israel). Diplomada del Programa de Alta Gerencia de la Universidad de los Andes. Además de ser docente en varias universidades.
En el gobierno de Andrés Pastrana fue ministra de trabajo y seguridad social. Fue ministra de salud encargada. Ha sido también como Juez de la República y Personera Municipal. Otros cargos en los que se ha desempeñado son Presidenta del Consejo Directivo del Instituto de Seguro Social, Directora General de la Caja Nacional de Previsión Social, Directora y Secretaría General del Instituto Nacional de Transporte y Tránsito (INTRA). Desde 2014 es Secretaria General de la Organización Iberoamericana de Seguridad Social.